# Benkőfalva
Benkőfalva (1899-ig Benkócz, szlovákul: Benkovce) község Szlovákiában, az Eperjesi kerület Varannói járásában.

## Fekvése
Varannótól 15 km-re északkeletre, az Ondava jobb oldalán fekszik.

## Története
A 18. század végén Vályi András így ír róla: „BENKOCZ. Benkovce. Elegyes tót falu Zemplén Vármegyében, földes Ura Gróf Barkóczy Uraság, lakosai katolikusok, fekszik Ondava vize mellett, Matyasótznak szomszédságában, mellynek filiája, Zsitva Várához dél felé 1/4 órányira, határja három nyomásbéli, melly ha trágyáztatik, elég bő termő, réttye jó szénát hoz, és kétszer kaszáltatik, legelője meglehetős, fája tűzre, és épűletre elég, malma közel, itatója alkalmatos, piatzozása Varannón, és Homonnán, első Osztálybéli.”
Fényes Elek 1851-ben kiadott geográfiai szótárában így ír a faluról: „Benkócz, tót falu, Zemplén vgyében, Matyasócz fiókja, 381 r., 57 g. kath., 11 zsidó lak., 673 hold szántófölddel. F. u. gr. Barkóczy, gróf Forgács, Bideskúthy. Ut. p. Nagy-Mihály.”
Borovszky Samu monográfiasorozatának Zemplén vármegyét tárgyaló része szerint: „Benkőfalva, azelőtt Benkócz. Tót kisközség 387 róm. kath. vallású lakossal. Házainak száma 84. Eltótosított, de ismét visszamagyarosított nevét a hajdan itt élt Benkő családtól kapta. 1363-ban már szerepel és a Rozgonyiak az urai. A XVI. század közepe felé a csicsvai vár tartozéka és az 1598-iki összeírásban Báthory István a birtokosa. Őt követi Nyáry István, de már 1658-ban a Barkóczyak bírják. 1698-ban a sztropkói uradalomhoz tartozik, 1774-ben Szirmay Zsuzsannát is itt találjuk és a XVIII. század végén a Barkóczy, Forgách és a Bydeskuthy családok az urai. A mult század elején is a gróf Szirmay és a gróf Barkóczy családot uralja. Jelenleg a Barkóczy-féle hitbizományhoz tartozik. A község lakosait 1663-ban a pestis pusztította, 1778-ban pedig földrengés döntötte romba házait. Róm. kath. temploma 1760-ban épült. Ide tartozik Siroka major. A falu postája és távírója Tavarnán van, a hozzá legközelebb eső vasúti állomás pedig Homonnán.”
1920 előtt Zemplén vármegye Varannói járásához tartozott.

## Népessége
| Év:            | 1994. | 2004.   | 2014.   | 2024.   |
| -------------- | ----- | ------- | ------- | ------- |
| Emberek száma: | 554   | 541     | 534     | 567     |
| Eltérés:       |       | -2,34 % | -1,29 % | +6,17 % |

| Év:            | 2023. | 2024.   |
| -------------- | ----- | ------- |
| Emberek száma: | 563   | 567     |
| Eltérés:       |       | +0,71 % |

1910-ben 388, túlnyomórészt szlovák lakosa volt.
2001-ben 544 lakosából 501 szlovák és 29 cigány volt.
2011-ben 532 lakosából 515 szlovák és 6 cigány.